# Пеонийский язык
Пеони́йский язык (также: пейонский, пеонский, пайонский) — мёртвый язык племени пеонов (др.-греч. Παι̃ονες), который был распространён в Пеонийском царстве, существовавшем в 1 тыс. до н. э. между Македонией и Фракией.

## Территория
Племена пеонийцев, ещё в эпоху создания «Илиады» (VIII в. до н. э.) имевшие в низовьях Аксия выход к Эгейскому морю, были к середине 1-го тысячелетия до н. э. оттеснены от него консолидировавшимися македонянами. Они занимали земли между Аксием на западе и горой Мессапией (Μεσσάπιον, собственно «Между-речная») на востоке, вероятно, тождественной хребту Осоговска-Планина. На юге граница их расселения проходила ниже впадения в Аксий рек Эригон (Црна) и Астиба (современная Брегальница), на севере — где-то между пеонийской столицей Билазора (совр. Велес) и городом Скупи (ныне Скопье, столица Северной Македонии).

## Гипотезы о родстве
По мнению ряда древних авторов, родственен фригийскому языку.
Соседство пеонийцев с бригами, как и их совместное примыкание с севера к греко-македонскому пространству, ввиду концепции тесного греко-армяно-фригийского родства вызвало смелую гипотезу о тождестве этнонимической основы Παι- в Παίονες, Παιόπλαι, Παι̃τοι с основой самоназвания армян hayk’ по типу др.-греч. πατήρ: арм. hayr «отец» (В. Георгиев, О. Н. Трубачёв), а в конечном счете о тождестве ранних пеонийцев с праармянами.
Лингвистические данные на этот счет не очень определённы. Пеонийские глоссы и топонимы не обнаруживают передвижения смычных, но указывают на сохранение индоевропейского *о (правда, все надежные примеры фиксируют пеонийское [ö] в соседстве с губными смычными, что ограничивает доказательность этих свидетельств):
- пеон. μόναπος «дикий бык, зубр» (по псевдоаристотелевскому трактату «Об удивительных слухах», 1): санскр. manya «воротник», др.-в.-нем. mana «грива», др.-ирл. muin «шея», вал. mwn «шея, воротник»;
- пеон. Στοβοί — город в устье Эригона: прусск. stabis «камень», др.-исл. stapi «высокая скала»;
- гидроним Πόντος, Pontus совр. р. Струмешница < пра-и.е. *pontos или *pn̥tos «путь», др.-инд. pantha- «путь», слав. *pǫtь, лат. pons, -ntis «мост», греч. πάτος «тропа», πόντος «море», арм. hun в двух значениях «русло» и «переправа».
- Менее вероятно сближение пеон. Πόντος с и.-е. *ponktos «болото, влага», др.-инд. paŋka"болото", др.-англ., др.-в.-нем. fuht «влажный» (по И.Дуриданову).

С точки зрения гипотезы о пеонийцах-праармянах интересен гидроним Ερίγων (современная река Црна, то есть «Черная»): это название для «Чёрной реки» образует чёткую изоглоссу с греч. ἔρεβος «мрак», арм. erek «сумерки» < и.-е. *eregwo-: протеза е- отличает эти образования от лишенных её др.-инд. rājas «мрак», rajanī"ночь", гот. riqis «тьма». Внутри же выявляемой изоглоссы пеон.(?) Ερίγων с его делабиализацией и.-е. *gw стоит ближе к сатемному арм. erek, чем к прототипу греч. ἔρεβος. Кроме того, если пеон. Πόντος впрямь отражает и.-е. *ponto-, можно говорить об изоглоссе с арм. hun «русло реки», которая выделила бы пеонийское и армянское словоупотребления среди всех рефлексов данной основы.
Что же касается племени пайтов на Гебре, то название главного притока Гебра Эргина (Εργῖνος, совр. Эргене) явно соотносится с обозначением пеонийско-бригийского Эригона. Не менее очевидна идентичность гидронима Ἄξιος в Пеонии тождественному по форме названию реки в Подунавье (Малая Скифия), совр. Чернавода, далее родственного эксклюзивному общеиран. axšaina «черный, темный», откуда и греч. Πόντος Ἄξεινος «Черное море». Эти соответствия проливают свет на пути древних миграций и, возможно, обнаруживают соседство предков пеонийцев с раннеиранскими племенами. Упоминание Арриана о проживании пайтов на некой «Черной реке» (по-гречески Μέλας ποταμός) вполне коррелирует с внутренней формой названий Эргина с Эригоном, а также Аксия-Вардара (о последнем названии см. дарданский язык). По-видимому, греческое название реки Мелас представляет кальку с местного (пайтийского?) гидронима — наименования для «черной речки», «черной воды». Можно думать, что этносы с именами от основы Παι- принесли с собою специфические для них наименования «черной воды» (одно из этих обозначений, возможно, заимствовано у праиранцев), появляющиеся в тех районах Северных Балкан, где данные племена оседают.
Можно указать на некоторые пеонийские формы с хорошими древнеевропейскими параллелями. Так, пеонийское прозвище Диониса Δύαλος (Hes.) разъясняется через др.-англ. dwelian «вводить в заблуждение, морочить», dwala «морок, заблуждение», др.-исл. dull «обман, иллюзия», «самомнение», гот. dwals «глупый», др.-ирл. dall «слепой» — пеонийцы обозначали Диониса как бога очаровывающего, наводящего экстатические иллюзии. Показательно существенно иное семантическое развитие той же основы в греч. θολερός «мглистый, мутный, гряз-ный», θόλος «чернила» (<*dhwolo-), др.-инд. dhāli «пыль». Имя пеонийского царя Αυδολέων (на монетах Αυδωλέων), торжественный расширенный вариант к простому Λέων «Лев», родственно иллирийским именам Audarus, Audata, Audenta (однако у иллирийцев не видно антропонимических композитов с данной основой), а далее гот. audags «блаженный», audahafts «счастливый», др.-исл. audr «богатство», др.-англ. wad «богатство, счастье».
Чрезвычайно древний индоевропейский термин видим в основе пеонийского этнонима Λαιαιοι, сопоставимого с хетт. laiya «военный поход», греч. λαός «народ», «войско», дор. λαία, аттич. λεία, ион. ληίη «военная добыча», мик. ra-wi-ja-ja (=lāwiyayā) термин для женщин-пленниц, захваченных в качестве добычи.
Что касается ареальных связей пеонийского в области фонетики, интересно царское имя Λύκκεος (на монетах), в греческих надписях передаваемое как Λύππειος. Это дублирование легче всего объяснить, если видеть во втором варианте древнемакедонскую форму того же «Волчьего» имени (*Lukweio-). Передача и.-е. *-kw- через пеонийское -kk- находит параллели в иллирийских рефлексах и.-е. *-kw-, -k’w- по личным именам Liccaius <*wleikwa «влага» и Ecco<*ek’wo-«конь». Показательно, однако, что в иллирийском индоевропейский термин для «волка» (*wḷkwo-) отражается иначе, как показывают топонимы Ulcinium, Ulcisia castra, так что речь должна идти не об иллирийском элементе у пеонийцев, но об иллиро-пеонийской фонетической изоглоссе. Современное название города Штип в Северной Македонии (< Ãστιβος) на крайнем юге Пеонии, несмотря на сходное фонетическое развитие в албанском (ср. алб. shteg «тропа» при гот. staiga «дорога», др.-греч. στοιχος «ряд, вереница» и т. д.) не следует рассматривать непременно в качестве древнего албанизма (есть основания думать, что раннеалбанский ареал мог локализоваться несколько севернее, ср. дарданский язык), но, возможно, как отражение звукового развития, в какую-то эпоху сблизившего данное пространство с ранне-албанским.